# 塞文阿登 (馬里蘭州)
塞文阿登（英語：Arden on the Severn）是位於美國馬里蘭州安妮阿倫德爾縣的一個普查規定居民點。

## 人口
根據2020年美國人口普查的數據，塞文阿登的面積為4.24平方千米，當中陸地面積為3.70平方千米，而水域面積為0.54平方千米。當地共有人口1881人，而人口密度為每平方千米443.63人。